# Meadowbrook (Kalifornija)
Meadowbrook je naseljeno područje za statističke svrhe u američkoj saveznoj državi Kalifornija. Prema popisu stanovništva iz 2010. u njemu je živjelo 3.185 stanovnika.